# ایلزده
ایلزده (به آلمانی: Ilsede) یک شهر در آلمان است که در Peine واقع شده‌است. ایلزده ۲۱٬۳۹۴ نفر جمعیت دارد.